# Muhafazah
Muḥāfaẓah (tiếng Ả Rập: محافظة [muˈħæːfazˤa]; số nhiều: محافظات muḥāfaẓāt [muħæːfaˈzˤaːt]) là cấp hành chính thứ nhất của nhiều quốc gia Ả Rập và là cấp hành chính thứ hai của Ả Rập Xê Út. Có thể dịch từ này là "tỉnh". "Muḥāfaẓah" có gốc từ là ḥ-f-ẓ, nghĩa là "giữ và bảo vệ". Người đứng đầu Muḥāfaẓah được gọi là Muḥāfiẓ.

## Muhafazah ở các nước Ả Rập

### Cấp hành chính thứ nhất
- Tỉnh (Bahrain)
- Tỉnh (Ai Cập)
- Tỉnh (Iraq)
- Tỉnh (Jordan)
- Tỉnh (Kuwait)
- Tỉnh (Libya) (mang tính lịch sử)
- Tỉnh (Liban)
- Tỉnh (Oman)
- Tỉnh (Chính quyền Quốc gia Palestine)
- Tỉnh (Syria)
- Tỉnh (Yemen)

### Cấp hành chính thứ hai
- Tỉnh (Ả Rập Xê Út)

Ghi chú: Tỉnh của Tunisia được gọi là wilāyah.